# 五色詠-Immortal Lovers-
『五色詠-Immortal Lovers-』（ごしきうた・イモータル・ラバーズ）は、日本の歌手・黒崎真音が2011年8月10日にジェネオン・ユニバーサルから発売した1枚目のミニアルバム。

## 内容
前作『H.O.T.D.』から約11ヶ月ぶり、初のミニアルバム。
今作はOVA『薄桜鬼 雪華録』の第一章から第五章までの各エンディングテーマ5曲とインストゥルメンタルを含む全10曲入りで、前作と異なり、全曲の作詞を黒崎が手掛けており、サブタイトルに起用されている「大切な人」をキーワードに書き下ろされた。

## 収録曲
1. 夢幻 -a true love tale- [4:31]
作詞：黒崎真音
作曲・編曲：デワヨシアキ

1. 歌詞は主人公の沖田総司をテーマに、志が叶わず体が弱っていく沖田の気持ちや儚さを表現している。またタイトルは「ゆめ」と読み、「夢」と言う文字だけでは叶える夢や睡眠時に見る夢があるが、「幻」を付けることにより手に入らない切なさや儚さを文字で表現している[1]。
2. 風花 -The whisper of snow falling- [5:02]
作詞：黒崎真音
作曲・編曲：デワヨシアキ
OVAの中のワンシーンにインスピレーションされ、そのシーンでの斎藤一の気持ちをイメージして制作された[1]。
3. 蘭 -The end of struggle- [3:58]
作詞：黒崎真音
作曲・編曲：デワヨシアキ
前曲までと異なるスカ調となっており、主人公の原田左之助をイメージした男らしさや果敢さが表現されている。黒崎曰く「この楽曲を3曲目にすることにより、アルバムにアクセントを加えている。」という[1]。
4. 光 -I promise you- [5:04]
作詞：黒崎真音
作曲・編曲：デワヨシアキ
藤堂平助が新選組を離れる際の揺るがない決意や志の強さを表現している[1]。
5. 真実 -The light lasting- [5:32]
作詞：黒崎真音
作曲・編曲：デワヨシアキ
土方歳三が新選組に対して抱いていた思いを想像して書き下ろされた[1]。
6. 夢幻 -a true love tale- <instrumental> [4:31]
作曲・編曲：デワヨシアキ
1曲目のインストゥルメンタル。
7. 風花 -The whisper of snow falling- <instrumental> [5:02]
作曲・編曲：デワヨシアキ
2曲目のインストゥルメンタル。
8. 蘭 -The end of struggle- <instrumental> [3:58]
作曲・編曲：デワヨシアキ
3曲目のインストゥルメンタル。
9. 光 -I promise you- <instrumental> [5:04]
作曲・編曲：デワヨシアキ
4曲目のインストゥルメンタル。
10. 真実 -The light lasting- <instrumental> [5:29]
作曲・編曲：デワヨシアキ
5曲目のインストゥルメンタル。

## 参加ミュージシャン
- 黒崎真音：Vocal (全曲)

Additional Musician
- 出羽良彰：Guitar & Other Instruments & Programming (全曲)
- 設楽博臣：Guitar (#3,4,8,9)
- 石井悠也：Drums (全曲)
- 沖山優司：Bass (#1,2,5,6,7,10)
- 高井亮士：Bass (#3,4,8,9)
- 西本明：Piano (#1,2,5,6,7,10)
- 織原洋子：Piano (#3,4,8,9)
- 村田泰子ストリングス：Strings (#1,2,5,6,7,10)

## タイアップ
- OVA『薄桜鬼 雪華録』沖田編エンディングテーマ (#1)
- OVA『薄桜鬼 雪華録』斎藤編エンディングテーマ (#2)
- OVA『薄桜鬼 雪華録』原田編エンディングテーマ (#3)
- OVA『薄桜鬼 雪華録』藤堂編エンディングテーマ (#4)
- OVA『薄桜鬼 雪華録』土方編エンディングテーマ (#5)